# 蜂窩状墳墓

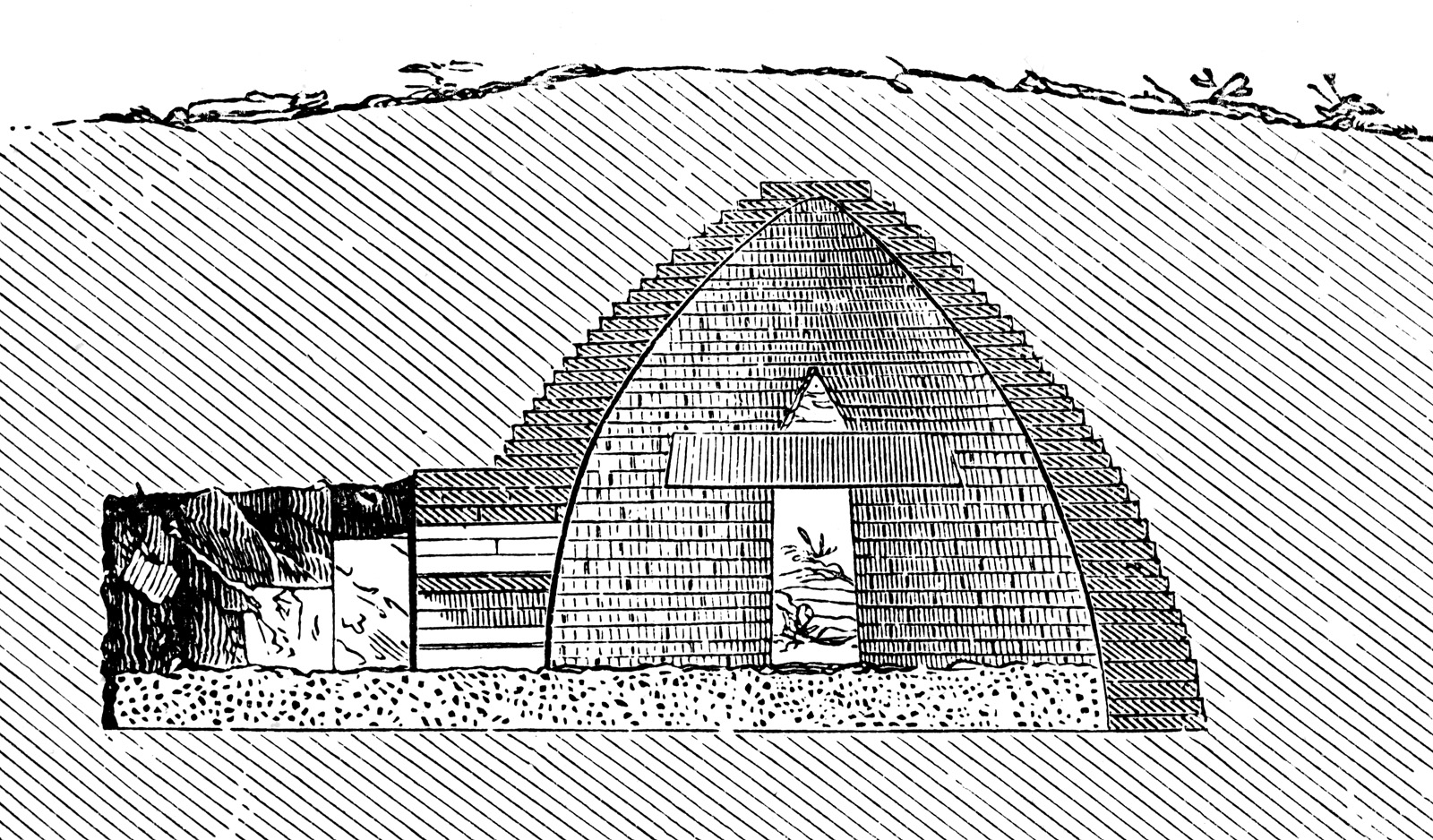
蜂窩状墳墓の断面図（アトレウスの宝庫）

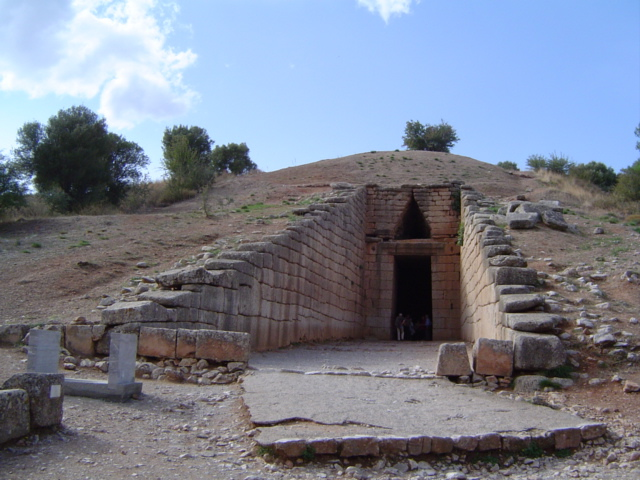
アトレウスの宝庫の入り口への通路（ドローモス）

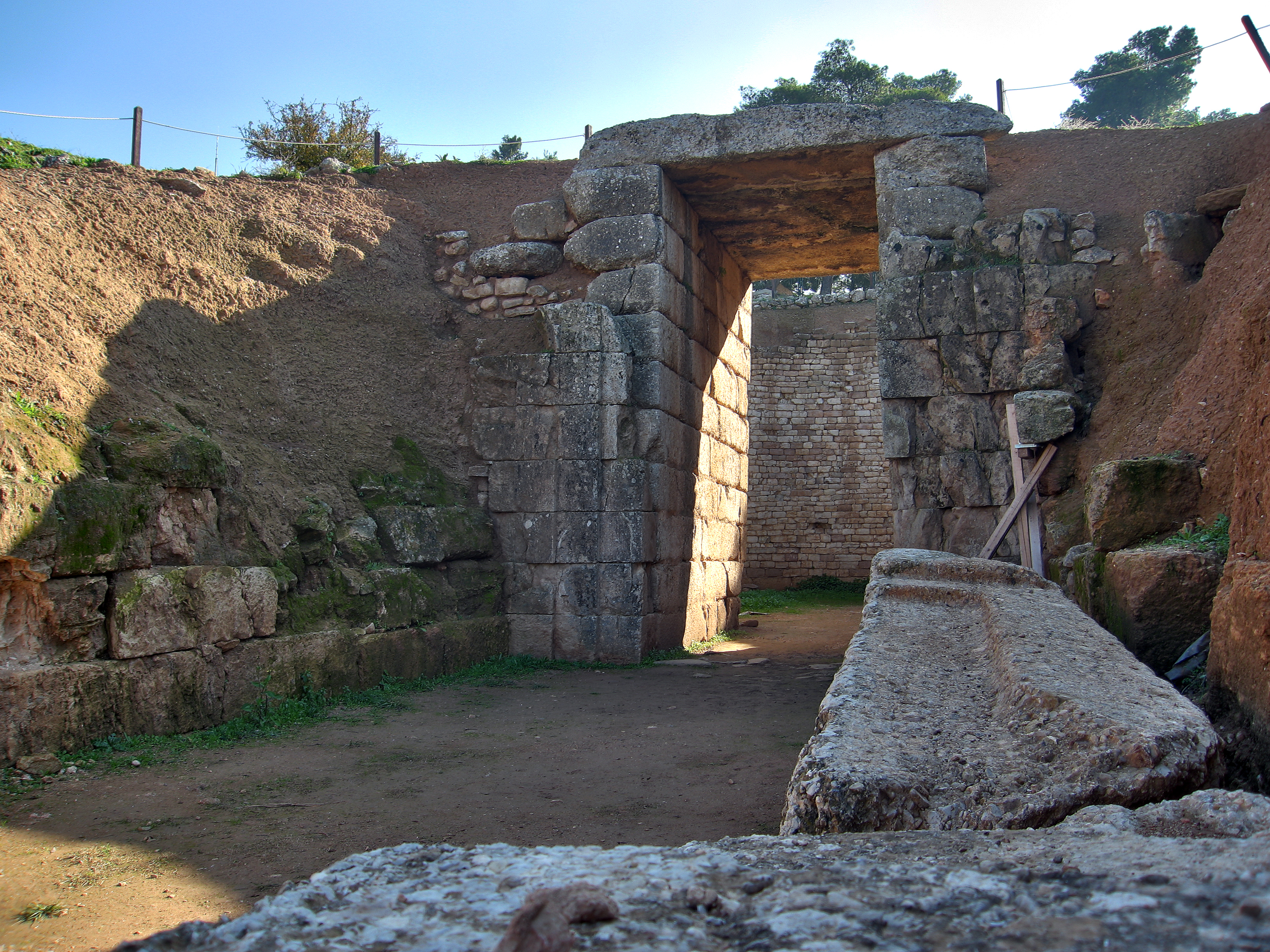
ミケーネの Lion Tholos Tomb

蜂窩状墳墓（ほうかじょうふんぼ、beehive tomb）は、石（まれに泥レンガ）を環状に徐々に小さくなるように積み上げた擬似アーチ形状を特徴とする墳墓構造である。蜂の巣（ビーハイブ）のような外形になることから、蜂窩状と名付けられている。ギリシア語では θόλος τάφοι または θόλοι τάφοι と呼び（「ドーム状墳墓」の意）、そのため円形墳墓（トロス、 tholos tomb）とも呼ぶ。
蜂窩状墳墓は、地中海周辺や西南アジアのいくつかの文化に見られるが、墳墓としてではなく住宅（キプロス）や礼拝所（シリア）や要塞（スペイン、サルデーニャ）として使っていた例もある。考古学者マックス・マロワンは、新石器時代のハラフ文化（イラク、シリア、トルコに分布）に属する構造にも tholos の名称を使っているが、両者には直接の関係はない。

## ギリシャ
ギリシャでは、蜂窩状墳墓が青銅器時代後期に記念建築物として発展した。その起源は不明だが、擬似ドーム状でない単なる円形墳墓（トロス）はクレタ島のミノア文明初期に見られ、青銅器時代中期には自然の地形を利用した墳丘墓が各地に見られることから、これらから発展したものではないかと言われている。概念的には、同時代のミケーネの遺跡で多数見つかっている石室墓と近い。どちらも墓室、入り口（ストミオン）、入り口に向かう通路（ドローモス）で構成されるが、蜂窩状墳墓の方が大きい。
初期の蜂窩状墳墓は、ギリシャのペロポネソス南西部のメッセニアや、同じくペロポネソス北東のトロイゼーン近郊で見つかっている。それらの蜂窩状墳墓は平坦な土地に建てられた後に土をかぶせてあった。マラソンにある2つの古墳は蜂窩状ではないが、中央の四角い部屋を入り口の通路へと拡張した方法を示している。
紀元前1500年以降、蜂窩状墳墓が数多く造られるようになり、ミケーネ文明の中心地域全体に見られるようになる。しかし初期の例とは対照的に、山腹の斜面を掘って通路が下っていくように造ってあることが多く、擬似ドームの上部3分の1ほどが地上に出ているような形となっている。その上に土を被せているので、地上の塚は相対的に小さくなっている。
埋葬されているのは複数人であることが多く、床に直接置いたり、石棺に入れたり、穴に入れたり、石造りのベンチに置いたりと様々である。また、様々な副葬品が見つかっている。埋葬後、墓の入り口は土を被せて隠した。
墓室は初期のものから石造りで、ストミオン（入り口）も同様である。初期のものではドローモス（入り口前の通路）は岩盤を削っただけだが、アトレウスの宝庫など後期のものではドローモスも含めて精巧な切石積みで造られている。
墓室は持ち送り構造のヴォールトで、石を少しずつ内側に寄せて積み上げて、上に行くほど狭くしている。
入り口は富を誇示する場所となっていた。アトレウスの宝庫の場合、100kmも離れた採石場でとれた赤や緑の石を使って装飾を施していた。

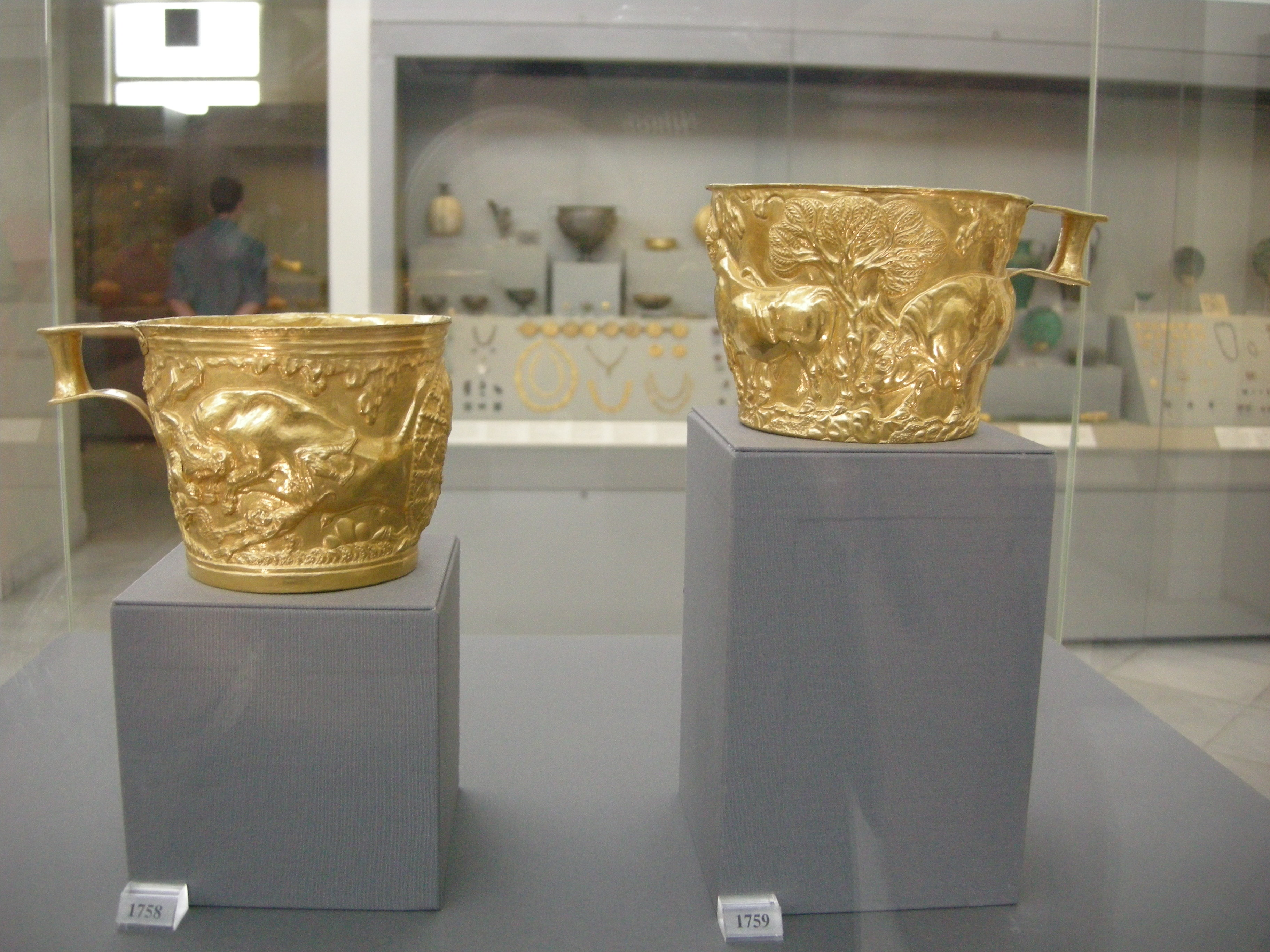
Vapheio cups

蜂窩状墳墓は数多くあり、またある期間をかけて複数人が埋葬されていることから、必ずしも支配者だけがこのような墳墓を作ったわけではないと見られている。もちろん、大きなもの（直径および高さが10mから15mのもの）は支配者階級でなければ作れなかったと考えられる。大きな墳墓はギリシャ本土の青銅器時代後期のものが多く、古くから略奪されてきたにもかかわらず、副葬品も多く見つかっている。スパルタの南にあるVapheioのトロスも略奪されていたが、2つの石棺内部は略奪を免れていた。そこで見つかった中でも“Vapheio cups”と呼ばれる黄金製のカップは、ミケーネの遺物の中でも特によく知られている。

## レバントとキプロス
中東でも円形の建築物は多く、新石器時代のハラフ文化に見られる円形の建築物もトロスと呼ばれている。それらは主に住宅や倉庫として使われていたと見られているが、儀式に使われたという見方もある。キプロスのヒロキティアで見つかった円形の建築物は住居として使われていた。そのような円形の建物と蜂窩状墳墓には明確な繋がりはない。

## 南ヨーロッパとサルデーニャ島

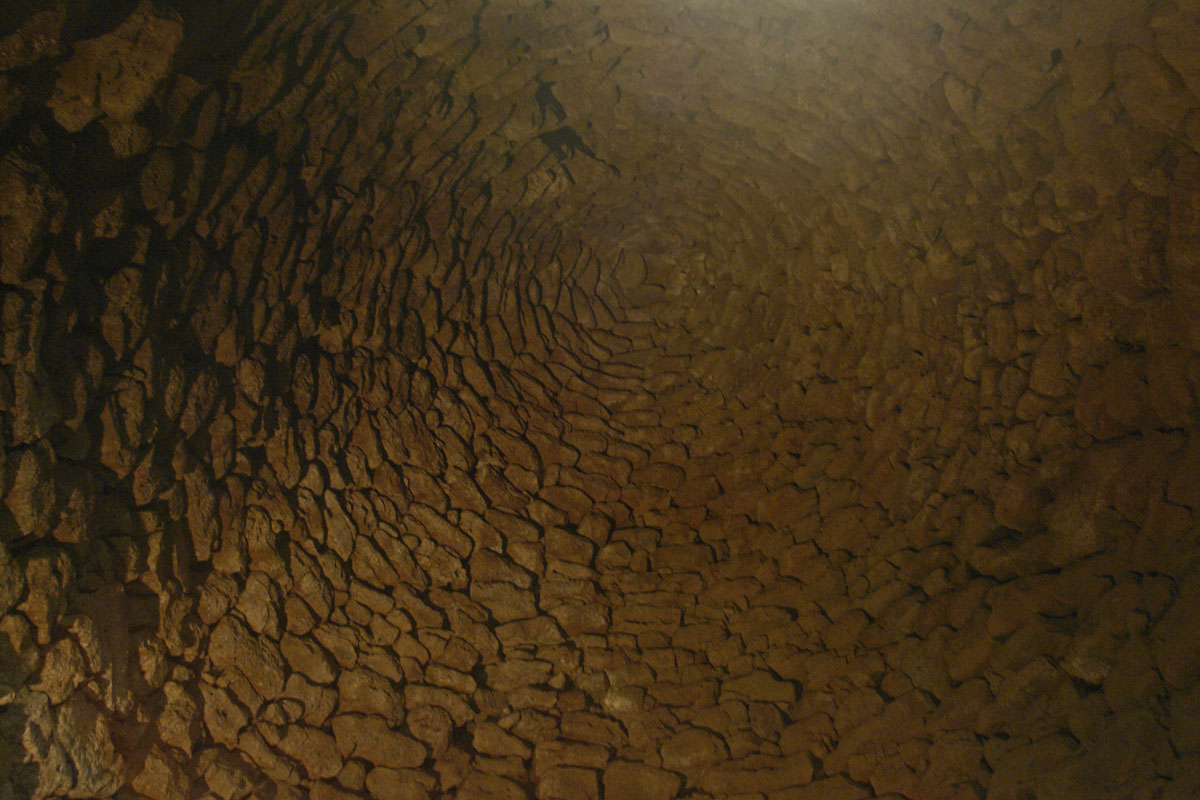
Arrubiu ヌラーゲのトロス

イベリア半島の銅器時代（紀元前3000年ごろ）の遺跡として、様々な巨石記念物に混じって蜂窩状墳墓も見つかっている。スペインおよびポルトガルの南部によく見られ、ポルトガル中央部やフランス南東部では異なる形式の墳墓（特に人工的な洞窟）がよく見られる。Los Millares の文明やそれに続く青銅器時代の El Argar の文明で、特に蜂窩状墳墓がよく見られる。
スペインのラ・マンチャ地方に見られる青銅器時代の要塞と言われている motillas は、蜂窩状墳墓と同様の技法で作られている。
ヌラーゲと呼ばれる印象的な石造りの建築物は、サルデーニャ（イタリア）の青銅器時代のものだが、コルシカ島南部にも似たような建築物がある。ヌラーゲは切頭円錐形で石を空積みした塔で、直径は約40フィートで、高さは50フィートほどである。丸みを帯びた天井は床から20フィートから35フィートの高さとなっている。約7,000のヌラーゲが見つかっているが、おそらく30,000ほどが建設されたと見られている。
バンディタッチャのネクロポリスにあるエトルリア式の墳墓は紀元前7世紀から紀元前6世紀に造られたものだが、外観が蜂窩状墳墓に似ている。内部はエトルリア式住居のように装飾されている。

## オマーン
蜂窩状と呼べる最初期の石造りの墳墓はオマーンにあり、付近の地層に見られる平らな石を積んで造られている。紀元前3,500年から紀元前2,500年のものであり、当時のアラビア半島は現在よりも雨が多く、今は砂漠になっているオマーン湾に沿った山脈の西に文明が栄えていた。墳墓以外の用途は考えられないとされているが、その構造物の中から埋葬された遺体は見つかっていない。ミケーネの蜂窩状墳墓との類似は表面的なもので、完全に地上に建てられていて、入り口や通路にあたる要素がない。
そのような墳墓は今のところ3カ所（Al Hajar、Hat、Hadbin）で見つかっている。Al Hajar には復元されたものもあり、中に入ることもできる。